# 光唇弓鱼
光唇弓鱼（学名：Racoma lissolabiatus）为鲤科弓鱼属的鱼类，俗名缅鱼、细鳞鱼，是中国的特有物种。分布于澜沧江中上游、元江、南盘江上游等。该物种的模式产地在下关、保山瓦窑、维西和岩瓦等地。

## 扩展阅读
維基物種上的相關：光唇弓鱼